# René Estienne
René Estienne (18 janvier 1900 à Nice - 18 mai 1927 au col de Belkacem, Maroc) est un explorateur français. Il a permis de tracer la plus longue route automobile du monde  reliant ainsi la Méditerranée au Niger, au Tchad et au Congo.

## Jeunesse
René Estienne est le fils du général Jean-Baptiste Eugène Estienne, polytechnicien et créateur du char d'assaut et de l’aviation militaire durant la première guerre mondiale. Comme ses trois frères, son enfance est  marquée par une discipline toute militaire.

## De l’exploration saharienne à l’exploitation commerciale
S'il ne fait pas partie de l'équipe principale, il participe en tant que chef du ravitaillement sur la partie algérienne du trajet, du 17 décembre 1922 au 7 janvier 1923 à la première double traversée du Sahara en autochenilles au sein de la mission Citroën de Georges-Marie Haardt et Louis Audouin-Dubreuil.
Ensuite, il participe à la mission « Algérie-Niger » grâce à la Compagnie générale transsaharienne (CGT) fondée par Gaston Gradis et avec le concours de plusieurs ministères. Son frère Georges Estienne en est le chef. La mission part de Figuig le 9 novembre 1923 avec quatre autos-chenilles Citroën et un avion Nieuport à ailes repliables en remorque. Elle traverse en trois jours le Tanezrouft qui se révèle particulièrement favorable aux transports automobiles et à l’atterrissage des avions. Ainsi que l'a souligné le professeur Émile-Félix Gautier: " L'exploit réalisé par les frères Estienne en découvrant cette ligne de communication rapide est une révolution technique qui fait passer le Sahara de l'ère du chameau à celle de l'automobile ". Le 14 novembre 1924, il effectue la deuxième mission Gradis, pour son troisième périple transsaharien avec son frère aîné.
Face au risque de s’égarer par vent de sable ou brume de chaleur, les deux frères décident de baliser la piste du Tenezrouft. En février 1926, ils chargent à Adrar un important matériel et sèment sur la piste tous les cinquante kilomètres de grands bidons vides numérotés, tels les cailloux du Petit Poucet. C'est ainsi qu'est né le fameux Bidon V, carrefour des routes sahariennes et bientôt escale aérienne. Bidon V devient célèbre avec son hôtel improvisé dans deux carrosseries de voitures-couchettes. La  ligne est  équipée de voitures-couchettes Renault 20 cv à six roues permettant de traverser le Tanezrouft dans des conditions plus confortables. C'est René qui convoie en novembre 1926 le premier de ces deux véhicules de Paris à Reggan, puis au Niger.
En 1927, sur le parcours Colomb Béchar-Reggan-Gao, le premier service régulier transsaharien par automobile est mis en place par la CGT. Georges et René Estienne travaillent en équipe pour le compte de la Transsaharienne. Ils séjournent souvent à Reggan, oasis perdue au milieu des sables, s'attachant à leurs habitants. Ils construisent un bordj réservé aux voyageurs.

## Le drame

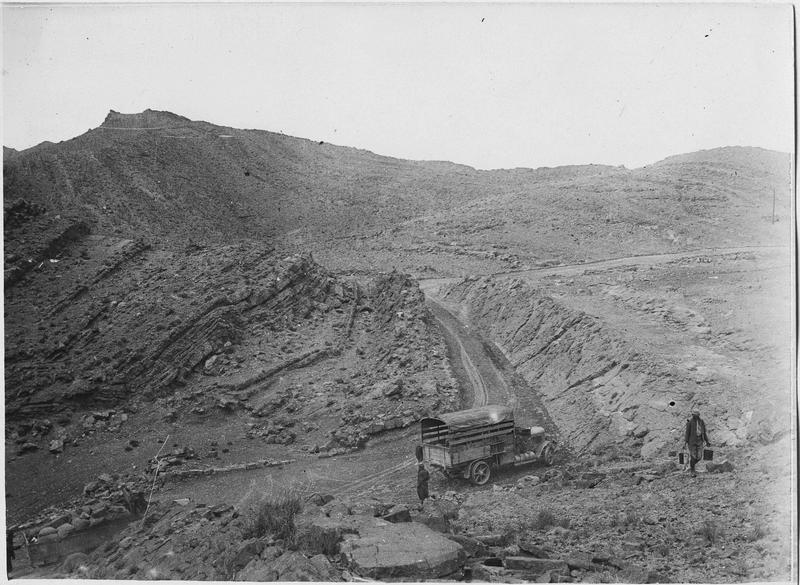
Le col de Belkacem en 1919.

Le 18 mai 1927, un convoi de trois camions quitte Beni Tadjit pour rejoindre Bou Denib. René Estienne conduit le premier camion. A 14h30 au col de Belkacem, une bande de djicheurs  embusqués ouvre le feu. Atteint de deux balles dans la tête, René Estienne est tué net à son volant.

## Hommages
Il est cité à l'ordre de la Nation. Une plaque est apposée sur la tombe du général Estienne à Nice. Un monument commémoratif est érigé au Maroc.
Le bordj de Reggan portera son nom. Il en sera de même pour  l’Explorateur  René  Estienne, une  embarcation  marine  à  coque  d’acier, de  10  mètres  de  long,  2,65  mètres  de  large,  jaugeant  20  tonneaux et mis à l’eau   dans  la  partie  nord  du  lac  Tchad en 1937.